# Morriña (historia amorosa)
Morriña (historia amorosa) es una novela de Emilia Pardo Bazán publicada en 1889, el mismo año que apareció Insolación. El argumento de la novela, una historia casi doméstica que bascula entre tres personajes, doña Aurora, su hijo Rogelio y Esclavitud, la nueva doncella de la casa, no está, sin embargo, exento de cierta complejidad en el proceso interior y de conducta que sufren sus personajes, provocado por las relaciones que se establecen entre ellos. Está ambientada en Madrid.

## Sinopsis
Morriña es un libro sobre la culpabilidad, los hijos bastardos y el suicidio. Ambientada en el Madrid del siglo XIX con tres personajes centrales protagonistas, la señora, la criada y el hijo de la señora, expone la vida de los personajes en función de su clase social, la autoridad de la señora, la obediencia de la criada. En todo el ambiente fluye la inseguridad y culpabilidad que siente la criada por su "pecaminoso" origen, algo que la señora investiga, y la criada conoce, que es hija de un párroco.

## Argumento
Doña Aurora, una viuda acomodada de origen gallego, vive junto a su único hijo, Rogelio, frente a la Universidad de Madrid, institución en la que estudia este. En casa de doña Aurora acuden a hacer tertulia casi todas las tardes antiguos amigos y compañeros de su marido. Un día aparece en la casa una joven muchacha gallega llamada Esclavitud que solicita a doña Aurora servir en su hogar. Esclavitud sirve en casa de unas conocidas andaluzas de doña Aurora, pero sufre de morriña, por lo que pide trasladarse a casa de la viuda gallega. Después de asegurarse de que la joven es buena trabajadora y respetable, la acoge en el servicio, y pronto le toma cariño por su modosidad, diligencia y discreción. Durante una visita a unos familiares, doña Aurora sufre una caída y, posteriormente, una contusión que la obliga a quedarse en cama unos días. Durante la convalecencia de su madre, Rogelio empieza a acercarse más a Esclavitud y entre ellos comienzan a desarrollarse sentimientos. Una vez recuperada doña Aurora, retoma las tertulias de la tarde, donde uno de sus conocidos repara en la relación entre Rogelio y Esclavitud y pone en guardia a doña Aurora. Esta, para que los sentimientos entre ambos no vayan a más, manda a Esclavitud a trabajar a casa de otro de sus contertulios, que está prendado por la muchacha, y decide marcharse de veraneo a Galicia junto a su hijo. Rogelio promete a Esclavitud que hará algo para impedir que les separen. Sin embargo, Esclavitud contempla sin ser vista cómo madre e hijo toman el tren hacia Galicia. Cuando se queda sola en Madrid, no se cuenta cómo, muere. 

## Género
La novela ha sido considerada por la crítica a medio camino entre el naturalismo y el realismo que la autora cultiva de forma sostenida durante toda su trayectoria novelística. El interés por el estudio psicológico de los personajes la alejan del estilo de sus anteriores obras. Con la publicación de Morriña, Pardo Bazán cierra una etapa tras la que comenzará a experimentar con un estilo más idealista y espiritualista.

## Publicación y acogida
Morriña fue publicada en 1889, un año antes de mudarse a la calle de San Bernardo, en el madrileño barrio de Malasaña, misma calle donde se encuentra la casa de doña Aurora y Rogelio en la novela. Rogelio estudia en la Universidad Central, situada también en la calle San Bernardo. En esta universidad fue, desde 1916, catedrática de letras la propia Emilia Pardo Bazán, convirtiéndose en la primera mujer en conseguir una cátedra en la universidad en España. La protagonista de la obra, doña Aurora, organiza tertulias en su casa de la calle San Bernardo, al igual que la autora.
Morriña se publicó inmediatamente después de Insolación, ambas con el subtítulo Historia amorosa. Morriña quedó de lado frente a Insolación por cuestiones extraliterarias. El símil entre la historia que se relata en Insolación y la infidelidad de Pardo Bazán a Benito Pérez Galdós, con quien mantuvo una larga relación amorosa, hizo que tanto la crítica como el público se volcarán en mayor medida en ella.

### Crítica
Con Los Pazos de Ulloa y La Madre Naturaleza la crítica la aclamó, pero a partir de la publicación de Insolación y Morriña, la situación cambió. Leopoldo Alas Clarín, había sido su mejor crítico hasta el momento. De ella llegó a decir: "Que se ha doctorado de novelista sin graduarse antes de bachiller y licenciado". Sin embargo, el tono de sus críticas cambia completamente desde entonces: “Suponer acontecimientos incongruentes, estéticamente, para forzar con mayor o menor verosimilitud el desenlace de una trama poética lo hace cualquiera, y por eso el espejismo de la vanidad transforma en novelistas a tantos ciudadanos que no osarían escribir como poetas”.
Llegó a atacar directamente a la propia Pardo Bazán: “Si he de decir la verdad, el poco tacto con que D. ª Emilia emplea los tonos familiares de estilo y las licencias del buen humor, se debe a que en ella no es espontáneo jamás el arranque festivo; más diré, la gracia y el chiste no son de su reino, como lo son el discreto y la observación aguda y cierta jovial franqueza que ella hace mal en confundir con lo cómico, ni siquiera con lo satírico”.